# Боровицька (станція метро)
55°45′04″ пн. ш. 37°36′26″ сх. д. / 55.75111° пн. ш. 37.60722° сх. д.
«Боровицька» (рос. Боровицкая) — станція Серпуховсько-Тимірязєвської лінії Московського метрополітену, розташована між станціями «Полянка» і «Чеховська». Названа за Боровицькою вежею Московського кремля.
Станція була відкрита в 1986 році.

## Вестибюлі й пересадки
Вестибюль поєднаний зі станцією «Бібліотека імені Леніна» Сокольницької лінії, перехід на яку здійснюється через сходи та ескалатор в центральній частині залу. З торця залу за допомогою ескалатора можна перейти на станцію «Арбатська» Арбатсько-Покровської лінії. Прямого переходу що є у складі того ж пересадного вузла станцію «Олександрівський сад» Філівської лінії немає, на неї можна потрапити тільки через «Бібліотеку імені Леніна» або «Арбатську».

## Технічна характеристика
Конструкція станції — пілонна трисклепінна (глибина закладення — 46,5 м).
Добовий пасажиропотік по вестибюлю 16860 осіб (2002), пересадний на станцію «Арбатська» 140400 осіб, на станцію «Бібліотека імені Леніна» — 190 300 осіб. Фактично станція функціонує як пересадочна.

## Оздоблення

Схема колійного розвитку станції «Боровицька»

В оздобленні станції використані білий і коричневий мармур, а також червона цегла. У південному торці центрального залу (протилежному виходу) встановлено панно, присвячене дружбі народів Радянського Союзу (художник І. В. Ніколаєв).

## Колійний розвиток
Станція з колійним розвитком — 2 стрілочних переводи і пошерсний з'їзд.

## Пересадки
- На метростанції
  -  Бібліотека імені Леніна
  -  Арбатська
  -  Олександрівський сад
- Автобуси: м1, м2, м6, м7, м9, е10, н2, н11